# Kaba (svetišče)
Kaba (arabsko ٱلْكَعْبَة, latinizirano: al-Kaʿbah, dob. 'Kocka', arabska izgovorjava: [kaʕ.bah]), se piše tudi Ka'bah ali Kabah, včasih imenovana al-Kaʿbah al-Kaʿbah (ٱلْكَعْبَة ٱلْمُشَرَّفَة, al-Kaʿbah al-Musharrafah, 'Čaščena Kaba'), je stavba v središču za islam najpomembnejše Svete mošeje (Masjid al-Haram) v Meki v Saudovi Arabiji. To je najbolj sveto mesto v islamu. Muslimani jo štejejo za Bayt Allah (بَيْت ٱللَّٰه, 'Božja hiša') in je kibla (قِبْلَة, 'smer molitve') za molitev (salat) muslimanov po vsem svetu.
V zgodnjem islamu so se muslimani v svojih molitvah obračali na splošno v smeri Jeruzalema kot kible, preden so spremenili smer proti Kabi, za katero so muslimani verjeli, da je posledica razodetja koranskih verzov Mohamedu.
Muslimani verjamejo, da je bila Kaba skozi zgodovino večkrat obnovljena, najbolj znana sta bila Ibrahim (Abraham) in njegov sin Ismail (Izmael), ko se je vrnil v dolino Meke nekaj let po tem, ko je na Alahov ukaz zapustil ženo Hadžar (Hagara) in Izmaela. Obkrožiti Kabo sedemkrat v nasprotni smeri urinega kazalca, znano kot tavaf (arabsko طواف‎, latinizirano tawaaf), je obred fard (obvezen) za dokončanje romanja hadža in umra. Območje okoli Kabe, po katerem romarji krožijo, se imenuje Mataaf.
Kaba in Mataaf sta obkrožena z romarji vsak dan v islamskem letu, razen 9. Zu-l-hidždže (Dhu al-Hijjah - dvanajsti in zadnji mesec islamskega kolendarja), znanega kot dan Arefata, ko se tkanina, ki pokriva strukturo, znana kot Kisvah (arabsko كسوة, latinizirano: Kisvah, dob. 'platno') zamenja. Vendar pa se njihovo število najbolj poveča v času ramazana in hadža, ko se na tavaf zbere na milijone romarjev. Po podatkih savdskega ministrstva za hadž in umro je v islamskem letu 1439 AH (2017/2018 n. št.) na romanje Umrah prispelo 6.791.100 romarjev, kar je 3,6 % več kot v prejšnjem letu, pri čemer je prispelo 2.489.406 drugih romarjev za hadž AH 1440.

## Etimologija
Dobesedni pomen besede Ka'bah (كعبة) je kocka. V Koranu iz obdobja Mohamedovega življenja je Kaba omenjena z naslednjimi imeni:
- al-Bayt (ٱلْبَيْت, 'hiša') v 2:125 od Alaha (Koran 2:125)[8]
- Baytī (بَيْتِي, 'moja hiša') v 22:26 od Alaha (Koran 22:26)[9]
- Baytik al-Muḥarram (بَيْتِكَ ٱلْمُحَرَّم, 'Tvoja nedotakljiva hiša') v 14:37 Ibrahima (Koran 14:37)
- al-Bayt al-Ḥarām (ٱلْبَيْت ٱلْحَرَام, 'Sveta hiša') v 5:97 od Alaha (Koran 5:97)
- al-Bayt al-ʿAtīq (ٱلْبَيْت ٱلْعَتِيق, 'Starodavna hiša') v 22:29 od Alaha (Koran 22:29)

Po mnenju zgodovinarja Eduarda Glaserja je bilo ime Kaba morda povezano z južnoarabsko ali etiopsko besedo mikrab, ki pomeni tempelj. Avtorica Patricia Crone oporeka tej etimologiji.

## Zgodovina

### Izvor

#### Ozadje
Mesta ni v nobeni znani geografiji ali zgodovini, napisani v treh stoletjih pred vzponom islama, čeprav mnogi muslimanski in akademski zgodovinarji poudarjajo moč in pomen predislamske Meke. Prikazujejo ga kot mesto, ki je obogatelo z izkupičkom od trgovine z začimbami. Patricia Crone meni, da je to pretiravanje in da je bila Meka morda le postojanka za trgovanje z nomadi za usnje, tkanino in kamelje maslo. Cronejeva trdi, da če bi bila Meka dobro znano trgovsko središče, bi jo omenili poznejši avtorji, kot so Prokopij, Nonos ali sirski cerkveni kronisti, ki so pisali v sirskem jeziku.[11] Po Encyclopædia Britannica je bila »pred vzponom islama cenjena kot sveto svetišče in je bila romarsko mesto.«
Pred islamom je bila Kaba sveto mesto za različna beduinska plemena po vsem Arabskem polotoku. Enkrat vsako lunarno leto so beduini romali v Meko. Če pustimo ob strani kakršne koli plemenske spopade, bi častili svoje bogove v Kabi in trgovali med seboj v mestu. V Kabi so hranili različne skulpture in slike. Znano je, da so bili kip Hubala (glavnega idola Meke) in kipi drugih poganskih božanstev postavljeni v Kabo ali okoli nje. Stene so krasile slike idolov. Slika 'Isa (Jezusa) in njegove matere Maryam (Marija) je bila v Kabi, ki jo je kasneje po osvojitvi Meke našel Mohamed. Ikonografija v Kabi je vključevala tudi slike drugih prerokov in angelov. Zabeleženo je bilo, da so v Kabi nedefinirani okraski, denar in par ovnovih rogov. Par ovnovih rogov naj bi pripadal ovnu, ki ga je žrtvoval Abrahim namesto svojega sina Izmaela, kot velja po islamski tradiciji.
V svoji zgodovini naj bi Črni kamen pri Kabi udaril in razbil kamen, izstreljen iz katapulta, zamazan z iztrebki, ki so ga ukradli in odkupili Karmati in razdrobljen na več drobcev.
al-Azraqi zagotavlja naslednjo pripoved svojega dedka:
 »Slišal sem, da je bila v al-Baytu (v zvezi s Kabo) postavljena slika (arabsko: تمثال‎, latinizirano: Timthal, dob. 'Upodobitev') Maryam in 'Isa'. ['Ata'] je rekel: Da, v njej je bila okrašena slika Maryam (muzawwaqan); v njenem naročju je okrašen njen sin Isa.« — al-Azraqi, Akhbar Mecca: History of Mecca
V svoji knjigi Islam: kratka zgodovina Karen Armstrong trdi, da je bila Kaba uradno posvečena Hubalu, nabatejskemu božanstvu, in je vsebovala 360 idolov, ki so verjetno predstavljali dneve v letu. Vendar se zdi, da je bila v času Mohamedove dobe Kaba spoštovana kot svetišče Alaha, visokega boga. Enkrat letno so se plemena z vsega Arabskega polotoka zbrala v Meki, da bi opravila romanje hadž, kar je bilo znak razširjenega prepričanja, da je Alah isto božanstvo, ki ga častijo monoteisti. V tem času so muslimani opravljali namaz obrnjeni proti Jeruzalemu, kot mu je naročil Mohamed, in obrnili hrbet poganskim združenjem Kabe. Alfred Guillaume v svojem prevodu Ibn Ishaqove serahe pravi, da bi se Kaba sama lahko omenjala v ženski obliki. Obhod so pogosto izvajali goli moški in skoraj gole ženske. Spodbija se, ali sta bila Alah in Hubal isto božanstvo ali različna. Po hipotezi Urija Rubina in Christiana Robina so Hubala častili le Kurejši in je bila Kaba najprej posvečena Alahu, vrhovnemu bogu posameznikov, ki pripadajo različnim plemenom, medtem ko je bil panteon bogov Kurejš nameščen v Kabi ko so osvojili Meko stoletje pred Mohamedovim časom.

### Po islamskem mnenju
Koran vsebuje več verzov o izvoru Kabe. Navaja, da je bila Kaba prva hiša čaščenja za človeštvo in da sta jo zgradila Ibrahim in Ismail po Alahovih navodilih.
Resnično, prva hiša (češčenja), ki je bila določena za človeštvo, je bila hiša v Baki (Makkah), polna blagoslova in vodila za človeštvo. — Koran, Sura Al Imran (3), aja 96
Glej! Ibrahimu smo dali mesto (Svete) hiše, (rekoč): "Ničesar (v čaščenju) ne združite z menoj; in posvetite Mojo hišo za tiste, ki jo obkrožajo, ali vstanejo, ali se priklonijo ali klečejo sami (tam v molitvi)." — Koran, Sura Al-Hajj (22), aja 26
In spomnite se, da sta Ibrahim in Ismail dvignila temelje hiše (s to molitvijo): "Naš Gospod! Sprejmi (to storitev) od nas: kajti ti si vse, ki sliši, vseveš." — Koran, Al-Bakarah (2), aja 127
Ibn Kathir v svoji znameniti eksegezi (tafsir) Korana omenja dve razlagi med muslimani o izvoru Kabe. Ena je, da je bilo svetišče mesto čaščenja angelov mala'ikah pred ustvarjanjem človeka. Kasneje je bila na tem mestu zgrajena bogoslužna hiša, ki je bila izgubljena med poplavo v Nuhovem (Noetovem) času in sta jo končno obnovila Abrahim in Izmael, kot je omenjeno pozneje v Koranu. Ibn Kathir je menil, da je to izročilo šibko in je namesto tega dal prednost pripovedi Alija ibn Abi Taliba, da čeprav je bilo pred Kabo morda več drugih templjev, je bil to prvi Bayt Alah ('Božja hiša'), posvečen izključno njemu, zgrajena po Njegovem navodilu ter posvečena in blagoslovljena njemu, kot je navedeno v Koranu 22:26–29. Hadis v Sahih al-Bukhari navaja, da je bila Kaaba prva mošeja na Zemlji, druga pa je bila mošeja Al-Aksa v Jeruzalemu.
Medtem ko je Abraham gradil Kabo, mu je angel prinesel črni kamen, ki ga je postavil v vzhodni kot zgradbe. Drug kamen je bil Maqam Ibrahim, Abrahamova postaja, kjer je Abraham stal kot višina med gradnjo strukture. Muslimani verjamejo, da sta Črni kamen in Maqam Ibrahim edini ostanek prvotne strukture, ki jo je izdelal Abraham, saj je bilo treba preostalo strukturo v zgodovini večkrat porušiti in obnoviti za njeno vzdrževanje. Po končani gradnji je Bog ukazal Izmaelovim potomcem vsakoletno romanje: hadž in kurban, žrtvovanje živine. Bližina svetišča je bila tudi zatočišče, kjer je bilo prelivanje krvi in vojna prepovedana. (Koran 22:26–33)
Po islamski tradiciji so se skozi tisočletja po Izmaelovi smrti njegovi potomci in lokalna plemena, ki so se naselila okoli vodnjaka Zamzam, postopoma obrnila k politeizmu in malikovalstvu. V Kabo je bilo postavljenih več idolov, ki predstavljajo božanstva različnih vidikov narave in različnih plemen. Na romanju je bilo sprejetih več ritualov, vključno z kroženjem golih. Kralj po imenu Tubba' velja za prvega, ki je dal zgraditi vrata za Kabo v skladu z izreki, zabeleženimi v Al-Azrakijevem Akbar Maki.

#### Ptolemaj in Diodor Sicilski
V pisanju v Enciklopediji islama Wensinck identificira Meko s krajem Macoraba, ki ga omenja Ptolemaj. GE von Grunebaum pravi: »Meko omenja Ptolemaj. Ime, ki ji ga je dal, nam omogoča, da jo identificiramo kot južnoarabsko fundacijo, ustvarjeno okoli svetišča«. V Meccan Trade and the Rise of Islam Patricia Crone trdi, da je identifikacija Macorabe z Meko napačna in da je bila Macoraba mesto v južni Arabiji v takrat znanem kot Arabia Felix (sodobni Jemen). Nedavna študija je ponovno preučila argumente za Macorabo in ugotovila, da niso zadovoljivi.
Na podlagi prejšnjega poročila Agatarhida iz Knida Diodor Sicilski omenja tempelj ob obali Rdečega morja, »ki je zelo svet in zelo spoštovan od vseh Arabcev«. Edward Gibbon je verjel, da je to Kaba. Vendar Ian D. Morris trdi, da je Gibbon napačno prebral vir: Diodor postavlja tempelj predaleč na sever, da bi bil Meka.

#### Skalni napisi
Savdski arheolog Mohammed Almaghthavi je odkril nekaj kamnitih napisov, ki omenjajo Masjid al-Haram in Kabo, ki segajo v 1. in 2. stoletje islama. Eden od njih se glasi takole:
»Bog je dovolj in je napisal Maysara bin Ibrahim Služabnik Kabe (Khadim al-Kaba).«
Juan Cole meni, da je napis verjetno iz 2. stoletja H. (ok. 718–815).

### Mohamedovo obdobje
V času Mohamedovega življenja (570–632 n. št.) so lokalni Arabci Kabo šteli za sveto mesto. Mohamed je sodeloval pri obnovi Kabe, potem ko je bila stavba poškodovana zaradi poplav okoli leta 600. Ibn Ishaqov Sirat Rasūl Allāh, ena od Mohamedovih biografij (kot jo je rekonstruiral in prevedel Guillaume), opisuje Mohameda, kako je rešil prepir med mekanskimi klani glede tega, kateri klan naj postavi Črni kamen na njegovo mesto. Po Ishaqovi biografiji je bila Mohamedova rešitev ta, da so vsi starešine klana dvignili temeljni kamen na ogrinjalu, nakar je Mohamed z lastnimi rokami postavil kamen na končno mesto. Ibn Ishak pravi, da je les za obnovo Kabe prišel z grške ladje, ki je bila razbitina na obali Rdečega morja pri Šu'ajbah in da je delo opravil koptski mizar po imenu Baqum. Mohamedov Isra' naj bi ga popeljal iz Kabe v mošejo al Aksa in od tam v nebesa.
Muslimani so sprva smatrali Jeruzalem kot svojo kiblo ali molitveno smer in so se obračali proti njemu, medtem ko so molili; vendar je romanje v Kabo veljalo za versko dolžnost, čeprav njeni obredi še niso bili dokončani. V prvi polovici Mohamedovega obdobja kot preroka, ko je bil v Meki, so bili on in njegovi privrženci hudo preganjani, kar je na koncu pripeljalo do njihove selitve v Medino leta 622. Muslimani verjamejo, da je bila leta 624 pred našim štetjem smer kible spremenjena iz mošeje al Aksa v mošejo al-Haram v Meki, z razodetjem Sure 2, verz 144., je Mohamed vodil skupino muslimanov proti Meki z namenom, da opravi umro, a so mu to preprečili Kurejši. Z njimi je sklenil mirovno pogodbo, pogodbo Hudajbijah, ki je muslimanom omogočila svobodno romanje v Kabo od naslednjega leta.
Na vrhuncu svoje misije, leta 630, potem ko so zavezniki Kurejšij, Banu Bakr, kršili pogodbo Hudajbijah, je Mohamed osvojil Meko. Njegovo prvo dejanje je bilo odstraniti kipe in slike iz Kabe. Po poročilih, ki sta jih zbrala Ibn Ishaq in al-Azraqi, je Mohamed prihranil sliko Marije in Jezusa ter Abrahamovo fresko.
Po osvojitvi je Mohamed ponovno potrdil svetost Meke, vključno z njeno Sveto mošejo (Masjid al-Haram) v islamu. Leta 632 je opravil hadž, imenovan Hujjat ul-Wada ("poslovilno romanje"), saj je Mohamed ob tem dogodku prerokoval svojo bližajočo se smrt.

### Po Mohamedu
Kaba je bila večkrat popravljena in rekonstruirana. Strukturo je močno poškodoval požar 3. Rabi' I 64 AH ali v nedeljo, 31. oktobra 683 n. št., med prvim obleganjem Meke v vojni med Omajadi in 'Abdullahom ibn al-Zubayrom, zgodnjim muslimanom, ki je  vladal Meki več let med smrtjo ʿAlija in utrditvijo oblasti s strani Omajadov. 'Abdullah jo je obnovil in vključil hatīm. To je storil na podlagi tradicije (ki jo najdemo v več zbirkah hadisa), da je hatīm ostanek temeljev Abrahamove Kabe in da jo je sam Mohamed želel obnoviti in jih vključiti.
Kaba je bila bombardirana s kamenjem pri drugem obleganju Meke leta 692, v katerem je omajadsko vojsko vodil al-Hajjaj ibn Yusuf. Padec mesta in smrt 'Abdullaha ibn al-Zubayra sta omogočila Omajadom pod 'Abd al-Malikom ibn Marvanom, da končno ponovno združijo vse islamske posesti in končajo dolgo državljansko vojno. Leta 693 je 'Abd al-Malik dal porušiti ostanke al-Zubayrove Kabe in jo obnoviti na temeljih, ki so jih postavili Kurejši. Kaba se je vrnila v obliko kocke, ki jo je dobila v času Mohameda.
Med hadžem leta 930 so šiitski Karmati napadli Meko pod Abu Tahir al-Jannabijem, oskrunili vodnjak Zamzam s telesi romarjev in ukradli Črni kamen ter ga odnesli v oazo v Vzhodni Arabiji, znano kot al-Aḥsāʾ, kjer je ostal, dokler ga leta 952 niso odkupili Abasidi. Osnovna oblika in struktura Kabe se od takrat nista spremenili.
Po močnem deževju in poplavah leta 1626 so se zidovi Kabe porušili, tudi mošeja je bila poškodovana. Istega leta, v času vladavine osmanskega cesarja Murata IV., sta bili obnovljeni Kaba z granitnimi kamni iz Meke in mošeja.
Kaba je upodobljena na hrbtni strani bankovcev za 500 savdskih rialov in bankovcev za 2000 iranskih rialov.

## Arhitektura in notranjost
Kaba je kockasta stavba iz kamna. Visoka je približno 13,1 m (nekateri trdijo 12,03 m, s stranicami, ki merijo 11,03 m × 12,86 m. V notranjosti Kabe so tla iz marmorja in apnenca. Notranje stene, ki merijo 13 m × 9 m, so obložene s keramičnim belim marmorjem do polovice, s temnejšimi obrobami vzdolž tal. Tla v notranjosti so približno 2,2 m nad tlemi, kjer se izvaja tavaf.
Stena neposredno ob vhodu v Kabo ima šest tablic z napisi, ob drugih stenah pa je še nekaj tablic. Po zgornjih vogalih sten teče črna tkanina, izvezena z zlatimi koranskimi verzi. Oskrbniki namažejo marmorno oblogo z istim dišečim oljem, s katerim so mazili črni kamen zunaj. V Kabi stojijo trije stebri (nekateri napačno poročajo o dveh) z majhnim oltarjem ali mizo, postavljenim med enim in drugima dvema. S stropa visijo svetilkam podobni predmeti (mogoče luči ali kadilni lončki). Sam strop je temnejše barve, po odtenku podoben spodnji obrobi. Bāb ut-Tawbah - na desni steni (desno od vhoda) se odpira na zaprto stopnišče, ki vodi do lopute, ki se sama odpira na streho. Tako streha kot strop (skupaj dvoslojna) sta izdelana iz tikovega lesa s pokrovom iz nerjavnega jekla.
Vsak oštevilčen element na naslednjem seznamu ustreza značilnostim, navedenim na sliki diagrama.
1. Ḥajar al-Aswad (arabsko: الحجر الأسود‎, latinizirano: al-Hajar al-Aswad, lit. 'Črni kamen'), je na vzhodnem vogalu Kabe. To je kraj, kjer muslimani začnejo krožiti po Kabi, znano kot tavaf.
2. Vhod so vrata, postavljena 2,13 m nad tlemi na severovzhodni steni Kabe, imenovana Bab ar-Rahmah (arabsko: باب الرحمة, latinizirano: Bab ar-Rahmah,  'Vrata usmiljenja'), ki deluje tudi kot fasada. Leta 1979 so 300 kg težka zlata vrata, ki jih je izdelal umetnik Ahmad bin Ibrahim Badr, nadomestila stara srebrna vrata, ki jih je izdelal njegov oče Ibrahim Badr, leta 1942.[44] Med obokanimi vrati Banū Shaybah in vodnjakom Zamzam je leseno stopnišče na kolesih, običajno shranjeno v mošeji. Najstarejša ohranjena vrata segajo v leto 1045.
3. Mīzāb al-Raḥmah, običajno skrajšano na Mīzāb ali Meezab, je izliv za dež iz zlata. Dodan, ko je bila Kaba obnovljena leta 1627, potem ko so se zaradi poplave leta 1626 porušile tri od štirih sten.
4. Ta poševna struktura, ki pokriva tri strani Kabe, je znana kot Shadherwaan (arabsko: شاذروان‎) in je bila dodana leta 1627 skupaj z Mīzāb al-Raḥmah za zaščito temeljev pred deževnico.
5. Hatīm (tudi latiniziran kot hateem) in znan tudi kot Hijr Ismail, je nizka stena, ki je bila del prvotne Kabe. Je polkrožna stena nasproti severozahodne stene Kabe, vendar ni povezana z njo. Visoka je 1,31 m in 1,5 m in je sestavljena iz belega marmorja. Prostor med hatīmom in Kabo je bil prvotno del Kabe in se zato med tavafom ne vstopi.
6. al-Multazam, približno 2 m prostor vzdolž stene med Črnim kamnom in vhodnimi vrati. Včasih velja za pobožnega ali zaželenega, da se romar dotakne tega območja Kabe ali tukaj opravi dua.
7. Abrahamova postaja (Maqam Ibrahim) je steklena in kovinska ograda z nečim, kar naj bi bilo odtis Abrahamovih stopal. Abraham naj bi stal na tem kamnu med gradnjo zgornjih delov Kabe in dvignil Izmaela na svoja ramena za najvišje dele.[45]
8. Vogal Črnega kamna. Obrnjen je zelo rahlo jugovzhodno od središča Kabe. Štirje vogali Kabe približno kažejo na štiri kardinalne smeri kompasa.
9. Rukn al-Yamani (arabsko: الركن اليمني‎, latinizirano: ar-Rukn al-Yamani, lit. 'Jemenski kotiček'), znan tudi kot Rukn-e-Yamani ali Rukn-e-Yemeni, je vogal Kabe obrnjene nekoliko jugozahodno od središča Kabe.
10. Rukn ush-Shami (arabsko: الركن الشامي‎, latinizirano: ar-Rukn ash-Shami, lit. 'Levantinski kotiček'), znan tudi kot Rukn-e-Shami, je vogal Kabe, ki je zelo rahlo obrnjen severozahodno od središča Kabe
11. Rukn al-'Iraqi (arabsko: الركن العراقي‎, latinizirano: ar-Rukn al-'Iraqi, lit. 'Iraški kotiček'), je vogal, ki gleda nekoliko severovzhodno od središča Kabe.
12. Kiswah, vezena prevleka. Kiswa je črna svilena in zlata zavesa, ki se vsako leto zamenja med romanjem hadža.[46] Dve tretjini poti navzgor je hizam, skupina z zlatom vezenim koranskim besedilom, vključno s Šahado, islamsko izjavo vere. Zavesa nad vrati Kabe je še posebej okrašena in je znana kot sitara ali burqu'.[47] Hizam in sitara imata napise, vezene z zlato in srebrno žico [48], vključno z verzi iz Korana in prošnjami k Alahu.
13. Marmorna črta, ki označuje začetek in konec vsakega kroženja.

Opomba: Ugotovljeno je bilo, da je glavna (dolga) os Kabe poravnana z vzponom zvezde Canopus, proti kateri je usmerjena njena južna stena, medtem ko je njena krajša os (njene vzhodno-zahodne fasade) približno poravnana z sončnim vzhodom poletnega solsticija in sončnim zahodom zimskega solsticija.
- Bāb at-Tawbah, "Vrata kesanja"
- Kaba z značilnimi minareti. Podoben pogled je natisnjen na sprednji strani bankovcev za 500 rijalov (približno 133 USD) v Savdski Arabiji..
- Ibrahimova postaja (Maqam Ibrahim)
- Mīzāb al-Raḥmah

## Pomen v islamu
Kaba je najsvetejše mesto v islamu in se pogosto imenuje z imeni, kot je Bayt Allah (arabsko بيت الله, latinizirano Bayt Allah, liter. 'Alahova hiša'). in Bayt Allah al-Haram (arabsko بيت الله الحرام‎, latinizirano Bayt Allah il-Haram, lit. 'Alahova sveta hiša').

### Tawaf
Tavaf (arabsko: طَوَاف‎, bukvalno  "hodi okoli") je eden od islamskih obredov romanja in je obvezen tako med hadžem kot med umro. Romarji obkrožijo Kabo (najsvetejše mesto v islamu) sedemkrat v nasprotni smeri urinega kazalca; prvi tri v hitrem tempu na zunanjem delu Mataafa in slednje štirikrat bližje Kabi v ležernem tempu. Verjame se, da kroženje dokazuje enotnost vernikov v čaščenju edinega Boga, ko se v harmoniji gibljejo okoli Kabe, medtem ko molijo k Bogu. Med opravljanjem tavafa je obvezno biti v stanju vudu (umivanje), saj se šteje za obliko čaščenja ('ibadah).
Tavaf se začne od vogala Kabe s Črnim kamnom. Če je mogoče, naj ga muslimani poljubijo ali se ga dotaknejo, vendar to zaradi velike množice pogosto ni mogoče. Prav tako morajo prepevati Basmala in Takbir vsakič, ko opravijo en obrat. Romarjem hadža se na splošno svetuje, da »naredijo ṭavāf« vsaj dvakrat – enkrat kot del hadža in še enkrat, preden zapustijo Meko.
Pet vrst ṭavāfa je:
- Ṭawāf al-Qudūm (prihod ṭavāf) opravijo tisti, ki ne prebivajo v Meki, ko dosežejo Sveto mesto.
- Ṭawāf aṭ-Ṭaḥīyah (pozdrav ṭavāf) se opravi po vstopu v Al-Masjid al-Haram (Sveto mošejo) kadar koli in je mustahab (priporočeno).
- Ṭawāf al-'Umrah (Umra ṭavāf) se nanaša na ṭavāf, ki se izvaja posebej za umro.
- Ṭawāf al-Wadā' (zbogom ṭavāf) se izvede pred odhodom iz Meke.
- Ṭawāf az-Zīyārah (ṭavāf obiska), Ṭawāf al-'Ifāḍah (ṭavāf odškodnine) ali Ṭawāf al-Ḥajj (hadž ṭavāf) se izvede po zaključku hadža.

### Kot kibla
Kibla je smer, v katero se obrne med molitvijo. [Koran 2:143–144] To je smer Kabe glede na osebo, ki moli. Poleg molitve muslimani na splošno menijo, da je soočenje s kiblo med recitiranjem Korana del dobrega bontona.

## Čiščenje
Stavbo odprejo dvakrat letno za slovesnost "Čiščenje svete Kabe" (arabsko: تنظيف الكعبة المشرفة‎, latinizirano Tanzif al-Ka'bat al-Musharrafah, lit.  'Čiščenje svete kocke). Slovesnost poteka 1. šabana, osmega meseca islamskega koledarja, približno trideset dni pred začetkom meseca ramazana in 15. meseca muharama, prvega meseca. Ključe Kabe ima pleme Banī Šajbah (arabsko: بني شيبة‎), čast, ki jim jo je podelil Mohamed.  Člani plemena pozdravljajo obiskovalce v notranjosti Kabe ob slovesnosti čiščenja.
Guverner province Meka in spremljevalni dostojanstveniki čistijo notranjost Kabe s krpami, namočenimi v vodo Zamzam, odišavljeno z dišavo Oud. Priprave na umivanje se začnejo dan pred dogovorjenim datumom, z mešanjem vode Zamzam z več razkošnimi dišavami, vključno z vrtnico Tajef, 'oudom in mošusom. Vodo Zamzam, pomešano z dišavami vrtnic, škropijo po tleh in jo obrišejo s palmovimi listi. Običajno je celoten postopek končan v dveh urah.